# Josephine Lang

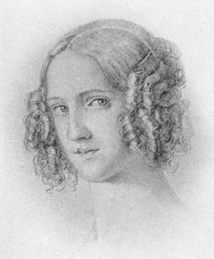
Josephine Lang

Josephine Caroline Lang (München, 14 maart 1815 – Tübingen, 2 december 1880) was een Duits componiste. Ze was de dochter van violist Theodor Lang en operazangeres Regina Hitzelberger. Haar moeder leerde haar piano spelen als kind. Op 5-jarige leeftijd bleek Lang een groot talent voor het componeren te hebben. Op 11-jarige leeftijd begon ze zelf met pianolessen te geven. Dankzij haar grootvader Joseph Stieler leerde Lang componisten als Felix Mendelssohn en Ferdinand Hiller kennen. Zij zorgden ervoor dat Lang muziektheorie leerde en gebruikten hun connecties om haar muziek te publiceren. Zelfs Robert Schumann gaf een van haar liederen uit in het Neue Zeitschrift für Musik in 1838.

## Biografie
Lang leed reeds vanaf een zeer jonge leeftijd aan een zwakke gezondheid. Tijdens een uitvoering voor de koning en koningin van Beieren, merkte koningin Caroline Augusta van Beieren Langs slechte gezondheidstoestand op. Ze zond Lang naar Kreuth in de Duitse Alpen om er te herstellen. Tijdens haar verblijf in de Alpen ontmoette Lang Christian Reinhold Köstlin, een advocaat die van poëzie hield en les gaf aan de Eberhard-Karls-Universiteit. De ontmoeting resulteerde in een gelukkig huwelijk.
Köstlin overleed in 1856. Vermoedelijk was de oorzaak kanker. Om haar gezin te onderhouden begon Lang opnieuw met componeren en lesgeven. Na enkele financiële problemen en onsuccesvolle pogingen om haar muziek uit te geven, contacteerde Lang Ferdinand Hiller en Clara Schumann met een vraag om hulp. Clara organiseerde een benefietconcert waar zij zelf pianomuziek speelde van Lang. Hiller publiceerde een biografisch essay over Lang in 1867. Dankzij dit essay werd Lang een prominent componist die voldoende succes kende om haar werk te publiceren.
Langs laatste jaren waren gevuld met trauma en ziekte. Ze overleefde haar 3 zonen. Nadat haar 2 dochters in het huwelijk traden in 1868 en 1870, bleef Lang alleen achter. Hoewel ze nog steeds componeerde en pianoles gaf, viel ze ten prooi aan zware ziektes. Op 1 december 1880 overleed ze aan een hartaanval.

## Lijst van gepubliceerde werken[1]

### Liederen
- 8 Duitse liederen, opus 1 (München, 1831), teksten van Goethe, Schiller, Koning Ludwig I van Beieren, Gottfried Wilhelm Fink, Ludwig Hölty, Theodor Körner
- 6 Duitse liederen, opus 2, (München, 1831), teksten van Hölty, Karoline Pichler en anderen
- 4 Duitse liederen, opus 3, (München, 1834), teksten van August Graf von Platen, Leopold Feldmann, Friedrich von Matthisson en Gottwalt (Johann Georg Seegemund)
- 4 Duitse liederen, opus 4 (München/Bern, waarschijnlijk voor 1838), teksten van Johann Georg Jacobi en anderen
- 4 Duitse liederen, opus 5, (München, 1834), teksten van Goethe, Jacobi en Matthisson
- 4 Duitse liederen, opus 6 (München, waarschijnlijk voor 1838), teksten van Wilhelm Müller, Goethe, Gottwalt en Matthisson
- 6 Songs, opus 7 (München, 1838), teksten van Jacobi, Friedrich Förster, Ludwig Uhlen, Justinus Kerner en Koning Ludwig I
- 3 liederen, opus 8 (Wenen, 1838)
- 6 liederen, opus 9 (Leipzig, 1841), teksten van Goethe, Nikolaus Lenau, Christian Reinhard Köstlin, Johann Aloys Blumauer en Jacobi
- 6 liederen, opus 10 (Leipzig, 1841), teksten van Köstlin, Goethe, Christoph August Tiedge, Lenau en Ernst Schulze
- 6 Duitse liederen, opus 11 (Leipzig, 1845), teksten van Uhlen en Kerner
- 6 liederen, opus 12 (Leipzig, 1845), teksten van Köstlin
- 6 liederen, opus 13 (Mainz/Antwerpen/Brussel, 1847), teksten van Köstlin, Heinrich Wenzel, Heine, Lenau en Apollonius von Maltitz
- 6 Duitse liederen, opus 14 (Leipzig, 1848), teksten van Köstlin
- 6 Duitse liederen, opus 15 (Leipzig, 1848), teksten van Johann Ludwig Deinhardstein, Heine, Byron en Feldmann
- Am Bache, opus 20 (1850), Teksen van Köstlin, 1852 en 1859
- Auf der Reise, opus 22 (Stuttgart, 1855), tekst van Ludwig Bechstein
- 3 liederen, opus 23 (Stuttgart, 1859), teksten van Köstlin, Ida, Countess von Hahn-Hahn en Josephine Stieler
- 6 liederen, opus 25 (Leipzig, 1860), teksten van Uhlen, von Platen, Köstlin, Rückert en anderen
- 6 liederen, opus 26 (Leipzig, 1860), toegewijd aan Clara Schumann, teksten van Hoffmann von Fallersleben, Köstlin, von Platen, Lenau en Friedrich Mayer
- 6 Duitse liederen, opus 27 (Stuttgart, 1872), teksten van Köstlin
- 2 liederen, opus 28 (Wenen, 1861), teksten van Heine en Josephine Stieler
- Liederen der droefheid, opus 29 (Bonn, 1862)
- Zwei liederen, opus 30 (Stuttgart, 1864), teksten van Ottilie Wildermuth
- Disteln und Dornen, opus 33 [34] (Hamburg, 1864/69), teksten van Goethe, Heine en anderen
- 2 liederen, opus 34 (Stuttgart, 1864)
- 3 liederen, opus 34 (Berlijn, 1872)
- 3 liederen, opus 36 (Leipzig/Winterthur, 1866 or 1867)
- 6 liederen, opus 38 (Leipzig/Winterthur, 1867) teksten van Robert Prutz, Niklas Müller, Heine, Fink en Köstlin
- 6 Duitse liederen, opus 40 (Stuttgart, 1867), teksten van Goethe, Heine, von Platen en anderen
- Ich möchte heim!, opus 41 (Leipzig/Winterthur, 1866) tekst van Carl Gerok
- 5 liederen, opus 43 (Stuttgart, 1879), teksten van Matthias Claudius, Uhlen, Gerok, Köstlin en Zeller
- 5 liederen from the Trumpeter of Säckingen (Weimar, 1879),
- 40 liederen (Leipzig, 1882), teksten van Byron, Max von Schenkendorf, Christian Fürchtegott Gellert, Luise Henriette von Oranien, Paul Gerhardt en van Des Knaben Wunderhorn
- Verzameling liederen op teksten van Heine, Goethe, Lenau en anderen (uitgegeven door Furore Verlag, 2009)
- Verzameling liederen op teksten van Reinhold Köstlin (uitgegeven door Strube Verlag, 2008)

### Koorwerken
In Verzameling liederen op teksten van Reinhold Köstlin, 2008:
- Flieg’ auf o deutscher Adler voor vrouwenkoor, tekst door Köstlin
- Hochzeitlied voor vrouwenkoor, tekst door Köstlin

### Pianomuziek
- Apollo Mars, uitgegeven in Allgemeine Illustrierte Zeitung (1859)
- Elegie voor de dood van Ludwig Uhlands, opus 31 (Stuttgart, 1863)
- Festmarsch, opus 31 (Stuttgart, 1866)
- Twee karakterstukken, opus 32 (Stuttgart, 1864)
- Liederen zonder woorden, opus 35 (1860/1861)
- Huwelijksmars, opus 42 (Stuttgart, 1878)
- Gruß in die Ferne, opus 44 (Stuttgart, 1879)
- Danse infernale, opus 46 (Weimar, 1879)
- Duitse Overwinningsmars, opus 48 (Leipzig, 1888)
- Twee Mazurkas, opus 49 (Leipzig, 1888)
- In de Schemer, Impromptu opus 50 (Leipzig, 1888)
- Drie pianostukken (Frankfurt, 1890 of vroeger)

(Alle jaartallen betreffen het moment van publicatie en niet van creatie)

## Discografie
- Josephine Lang. Dana Mckay, soprano; Thérèse Lindquist, piano. SBPK Deutsche Schallplatten DS 1016-2 (1995).
- Josephine Lang, Johanna Kinkel; Ausgewählte Lieder. Claudia Taha, soprano; Heidi Kommerell, piano. Bayer Records BR 100 248 (1995).
- Münchner Komponistinnen de Klassik und Romantik. Christel Krömer, soprano; Jutta Vornehm, piano. Musica Bavarica MB 902. Heruitgebracht op CD als MB 75121 (1997).